# 维克多·格里尼克
维克多·格里尼克（英語：Victor Henry Grinich，1924年11月24日—2000年11月5日），半导体工业的先驱者、创建硅谷的八叛逆之一。 他出生于华盛顿州阿伯丁，父母是克罗地亚移民。1950年，在华盛顿大学获得了学士学位，1953年在斯坦福大学获博士学位。他先在肖克利半导体实验室工作，后来与其他人离开创立了仙童半导体公司。1960年代离开仙童到加利福尼亚大学伯克利分校任教。

## 腳注
1. ↑  . University of Washington.   [10 January 2013]. （原始内容存档于2013年1月7日）.